# Rudańce (przystanek kolejowy)
Rudańce (ukr. Руданьці, ros. Руданьцы) – przystanek kolejowy pomiędzy miejscowościami Rudańce i Remenów, w rejonie lwowskim, w obwodzie lwowskim, na Ukrainie. Leży na linii Lwów – Łuck – Kiwerce.
Przystanek istniał przed II wojną światową.